# الدین
الدین (به ایتالیایی: Aldein) یک سکونتگاه مسکونی در ایتالیا است که در التو آدیجه واقع شده‌است.

## خصوصیات
الدین ۶۳٫۲ کیلومترمربع مساحت و ۱٬۶۶۴ نفر جمعیت دارد و ۱٬۲۲۵ متر بالاتر از سطح دریا واقع شده‌است.